# Picot frontgroc
El picot frontgroc (Melanerpes flavifrons) és un ocell sud-americana del gènere Melanerpes. Pobla els boscos de bona part del Paraguai, Brasil i l'Argentina.

## Habitat
Viu entre el nivell del mar i els 1800 m s. n. m. d'altitud, als boscos de la Mata Atlàntica i àrees arbredes.

## Descripció
Mesura 19,5 cm de longitud. El front i la gola són de color groc viu; el vèrtex posterior i el clatell són vermells al mascle i negres a la femella; la part superior del dors, la part posterior del coll i les ales són negres; la part inferior del dors i l'europigi són blancs; la part superior del pit és negra, la part inferior i el ventre són vermells; els flancs presenten barres negres i blanques.

## Alimentació
S'alimenta principalment de fruita, però a demés caça insectes i larves d'insectes

## Reproducció
Li agrada exhibir-se i cada individu posa davant dels altres. Nia col·lectivament en un buit d'algun arbre sec o palmera. Cada femella pon dos a quatre ous blancs, que són incubats per un o més mascles durant 12 dies. Diversos membres d'ambdós gèneres d'una mateixa banda ajuden a alimentar els pollets, que romanen durant 5 setmanes al niu i poden retorar després a ell per dormir.